# Tinea furcillata
Tinea furcillata är en fjärilsart som beskrevs av Alfred Philpott 1930. Tinea furcillata ingår i släktet Tinea och familjen äkta malar. Inga underarter finns listade i Catalogue of Life.